# Sybille Bedford
Sybille Bedford (født 16. marts 1911, død 17. februar 2006) var en britisk forfatter.
Sybille von Schoenebeck blev født i Tyskland og voksede op i England, Italien og Frankrig. Hun blev britisk statsborger i 1935 da hendes jødiske familiebaggrund gjorde det farligt for hende at vende tilbage til Nazi-Tyskland. Hun emigrede til USA i 1940.
Hun vendte tilbage til Europa efter den 2. verdenskrig.

## Udvalgt bibliografi
- The Sudden View (1953, rejser – genudgivet som A Visit to Don Octavio)
- A Legacy (1956)
- Aldous Huxley (1973, biografi)
- Jigsaw: An Unsentimental Education (1989)